# Liste der Biografien/Hem
Liste der Biografien |
Portal Biografien |
Personensuche
# |
A |
B |
C |
D |
E |
F |
G |
H |
I |
J |
K |
L |
M |
N |
O |
P |
Q |
R |
S |
T |
U |
V |
W |
X |
Y |
Z |
?
 
Ha |
Hd |
He |
Hi |
Hj |
Hk |
Hl |
Hm |
Hn |
Ho |
Hr |
Hs |
Ht |
Hu |
Hv |
Hw |
Hy
 
Hea |
Heb |
Hec |
Hed |
Hee |
Hef |
Heg |
Heh |
Hei |
Hej |
Hek |
Hel |
Hem |
Hen |
Heo |
Hep |
Heq |
Her |
Hes |
Het |
Heu |
Hev |
Hew |
Hex |
Hey |
Hez
Die Liste der Biografien führt alle Personen auf, die in der deutschsprachigen Wikipedia einen Artikel haben. Dieses ist eine Teilliste mit 437 Einträgen von Personen, deren Namen mit den Buchstaben „Hem“ beginnt.

## Hem
- Hem Keth Dara, Sohn des Innenministers Hem Keth Sana
- Hem, Bunting (* 1985), kambodschanischer Mittel- und Langstreckenläufer
- Hem, Laurens van der (1621–1678), niederländischer Jurist und Sammler von Landkarten und Landschaftsdarstellungen
- Hem, Tore (* 1945), norwegischer Ringer

### Hema
- Hemaiag Bedros XVII. Guedikian (1905–1998), libanesischer Geistlicher, Patriarch des armenisch-katholischen Patriarchats von Kilikien
- Hemaka, ägyptischer Beamter
- Hemala, Franz (1877–1943), österreichischer Politiker (CSP), Landtagsabgeordneter, Mitglied des Bundesrates
- Hemalatha, Dayalan (* 1994), indische Cricketspielerin
- Heman Kittiamphaipruek (* 1995), thailändischer Fußballspieler
- Heman, Carl Friedrich (1839–1919), evangelischer Theologe und Philosoph, Professor in Basel
- Heman, Heinrich Wilhelm David (1793–1873), jüdischer Pädagoge, Konvertit zum Christentum, evangelischer Missionar
- Heman, Roger Jr. (1932–1989), US-amerikanischer Tontechniker
- Heman, Roger senior (1898–1969), US-amerikanischer Filmtechniker und Spezialeffektkünstler
- Hemans, Felicia (1793–1835), britische Dichterin
- Hemans, Simon Nicholas Peter (* 1940), britischer Botschafter
- Hemantha, Dushan (* 1994), sri-lankischer Cricketspieler
- Hemar, Marian (1901–1972), polnischer Satiriker
- Hémard, Jean (1914–1982), französischer Autorennfahrer
- Hémard, Pierre (1921–2003), französischer Autorennfahrer und Rennstallbesitzer
- Hemau, Gisela (* 1938), deutsche Lyrikerin
- Hemauer, Johann Nepomuk (1799–1872), Kanonikus am Kollegiatsstift bei U. L. Frau zur alten Kapelle in Regensburg und Beichtvater Ludwigs I. von Bayern
- Hemavijaya (1565–1631), Jaina-Mönch und Dichter

### Hemb
- Hembeck, Otto (1881–1958), deutscher Unternehmer und Politiker (DVP, DNVP), MdR
- Hemberg, Christian (* 1981), schwedischer Fußballspieler
- Hemberg, Eugen (1845–1946), schwedischer Forstmann sowie Schriftsteller
- Hemberg, Maj (1906–1992), schwedischer Malerin und Grafikerin
- Hemberger, Adolf (1929–1992), deutscher Methodologe und Wissenschaftstheoretiker
- Hemberger, Andreas (1876–1946), deutsch-österreichischer Journalist, Schriftsteller und Dramaturg
- Hemberger, Anselm (1859–1918), deutsches Gattenmord-Opfer
- Hemberger, Jakob Friedrich Alois (1826–1906), deutscher Architekt, großherzoglich badischer Baubeamter
- Hemberger, Johann Anton (1911–2008), deutscher Bauingenieur und Bürgermeister
- Hemberger, Karl (1928–2018), deutscher Sportfunktionär
- Hemberger, Margot Jolanthe (1921–2016), deutsche Malerin und Bildhauerin
- Hemberger, Myriam, deutsche Entwicklungsbiologin
- Hembes, Bernhard (1818–1892), Landtagsabgeordneter Großherzogtum Hessen
- Hembil, Abt von Werden und Helmstedt
- Hemblen, David (1941–2020), britisch-kanadischer Schauspieler
- Hembram, Purnima (* 1993), indische Siebenkämpferin
- Hembrick, Anthony (* 1966), US-amerikanischer Boxer
- Hembsen, Albrecht von (1625–1657), Porträtmaler in Tallinn
- Hembsen, Hans von, deutscher Maler in Lübeck, Danzig und Reval wirksam
- Hembus, Benjamin (* 1968), deutscher Filmeditor und Sachbuchautor
- Hembus, Joe (1933–1985), deutscher Filmkritiker, Filmhistoriker, Drehbuchautor und Filmdarsteller

### Hemc
- Hemcke, Benjamin (* 2003), deutscher Fußballspieler

### Hemd
- Hemdani, Brahim (* 1978), algerischer Fußballspieler

### Heme
- Hemecker, Ralph, US-amerikanischer Film- und Fernsehregisseur
- Hemecker, Wilhelm (* 1955), österreichischer Literaturwissenschaftler und Biographie-Forscher
- Hemed, Tomer (* 1987), israelischer Fußballspieler
- Hemeida, Bassem (* 2000), katarischer Hürdenläufer ägyptischer Herkunft
- Hemel, Ulrich (* 1956), deutscher katholischer Theologe und UnternehmensberaterUlrich Hemel (* 1956)

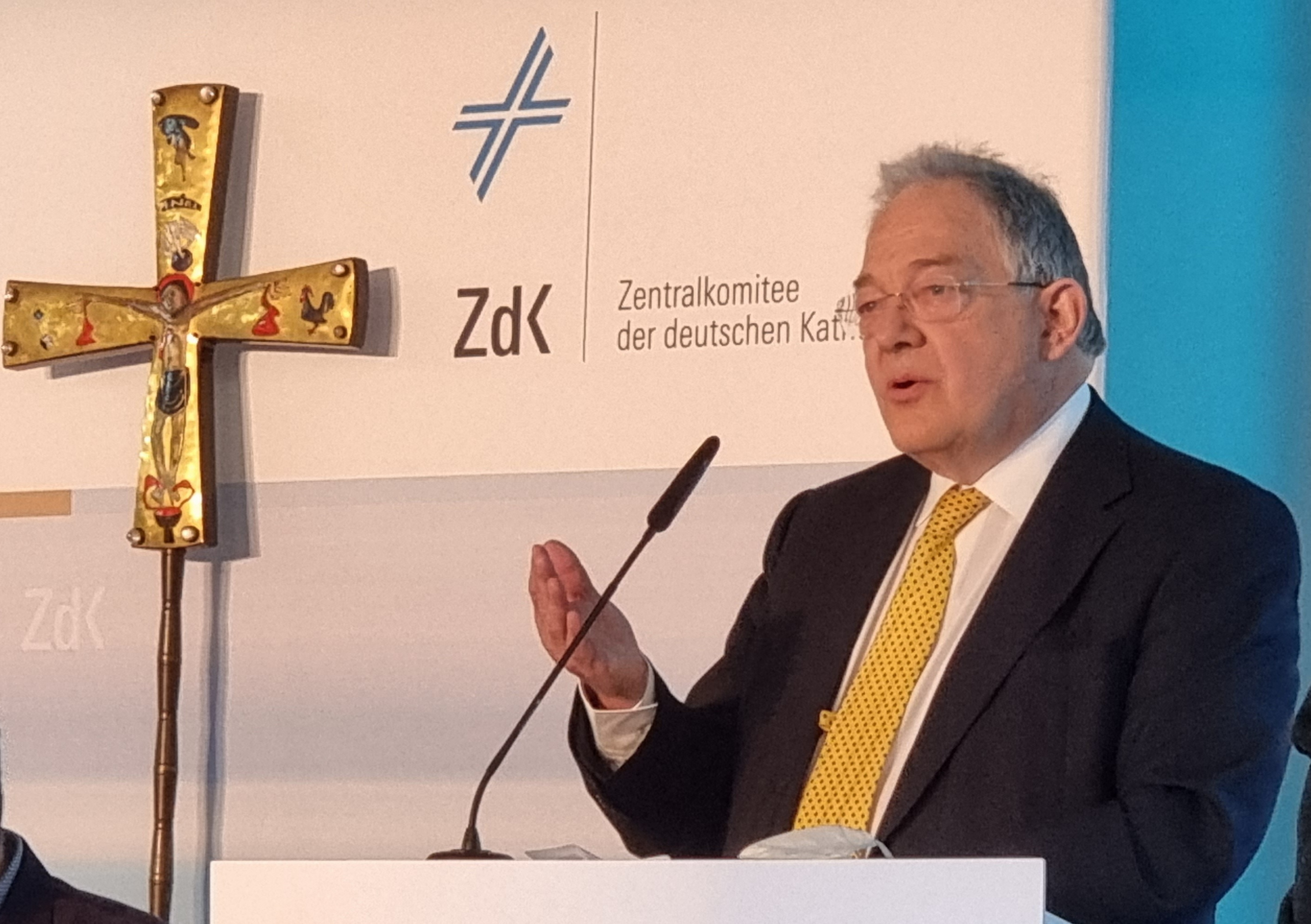
Ulrich Hemel (* 1956)

- Hemele, Ota (1926–2001), tschechischer Fußballspieler
- Hemeling, Johann († 1428), Bürgermeister von Bremen
- Hemeling, Johann († 1684), niedersächsischer Schreib- und Rechenmeister
- Hemeling, Johann Wilhelm (1758–1817), deutscher Bibliothekar, Lehrer und Taubstummenlehrer
- Hemeling, Nikolaus († 1391), Bürgermeister von Bremen
- Hemeling, Roland (* 1953), deutscher Flottillenadmiral (Marine der Bundeswehr)
- Hemelmayr, Wolfgang (1956–2023), österreichischer Grafiker, Maler und Plastiker
- Hemelrijk, Jaap M. (1925–2018), niederländischer Klassischer Archäologe
- Hemelrijk, Jacob (1888–1973), niederländischer Schulrektor und Stadtrat
- Hemelrijk, Jan (1918–2005), niederländischer Mathematiker
- Hemelsoet, Maurice (1875–1943), belgischer Ruderer
- Hemenhale, Thomas († 1338), englischer Ordensgeistlicher
- Hemenway, David (* 1945), US-amerikanischer Wirtschaftswissenschaftler
- Hemenway, James A. (1860–1923), US-amerikanischer Politiker (Republikanische Partei)
- Hemenway, Mary (1820–1894), US-amerikanische Philanthropin und Mäzenin
- Hemer, Johanna Hilde (1892–1983), deutsche, später amerikanische Pianistin, Überlebende des Holocaust
- Hemerlein, Carl Johann Nepomuk (1807–1884), deutsch-österreichischer Historien- und Landschaftsmaler sowie Archivar
- Hemerling, Johann Bernhard († 1793), braunschweigischer Amtmann und kursächsischer Rittergutsbesitzer
- Hemert, Frank van (* 1956), niederländischer Maler und Grafiker
- Hemert, Ruud van (1938–2012), niederländischer Filmregisseur, Drehbuchautor und Schauspieler
- Hemery, Calvin (* 1995), französischer TennisspielerCalvin Hemery (* 1995)

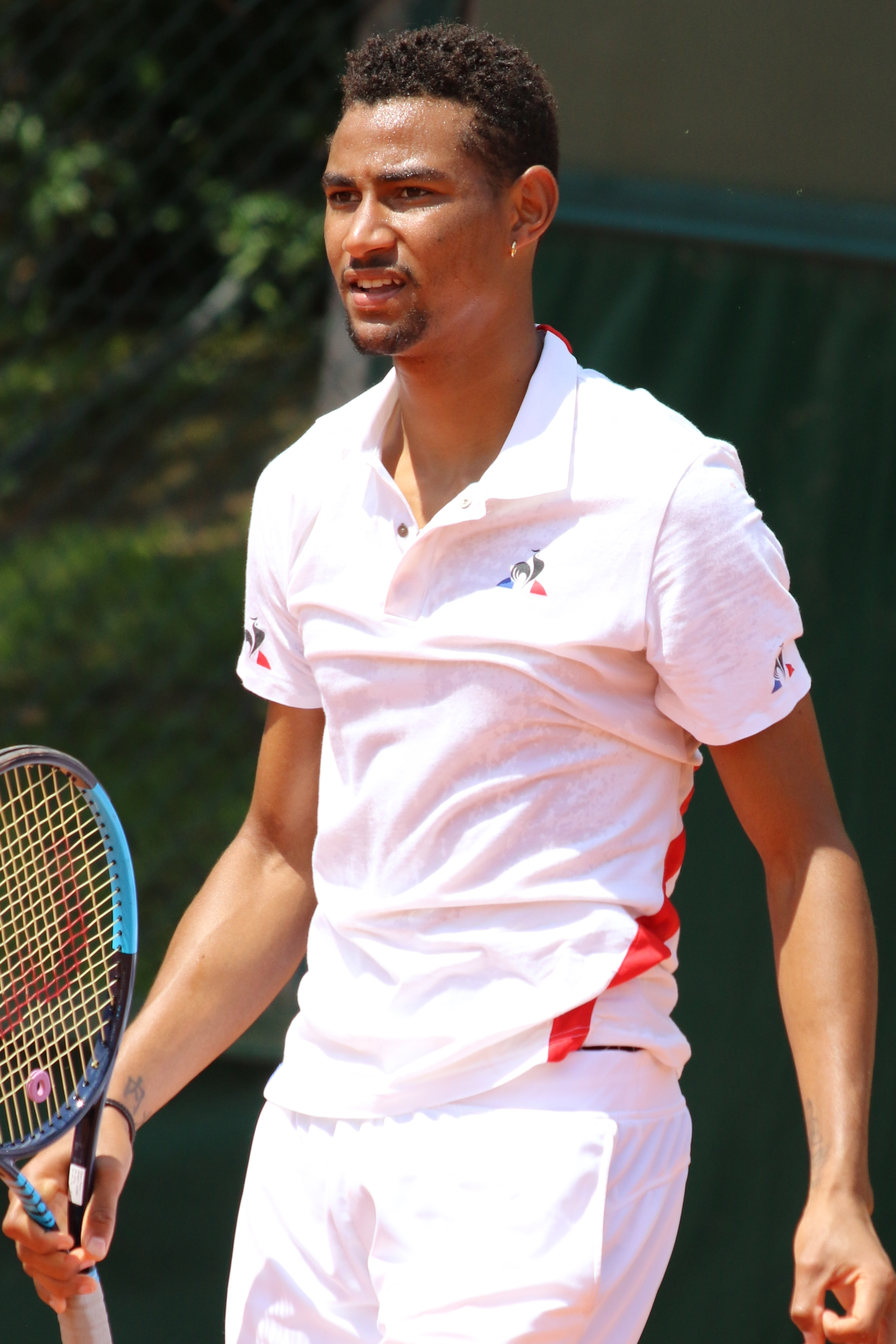
Calvin Hemery (* 1995)

- Hemery, David (* 1944), britischer Leichtathlet
- Hémery, Joseph d’ (1722–1806), französischer Beamter
- Hemery, Thony (* 1972), französischer Freestyle-Skisportler
- Hémery, Victor (1876–1950), französischer Automobilrennfahrer
- Hemes, Hans (1890–1963), deutscher Schauspieler, Hörspielsprecher und Textdichter
- Hemessen, Catarina van, flämische Portraitmalerin der Renaissance
- Hemessen, Jan van (* 1500), flämischer Maler
- Hemetek, Ursula (* 1956), österreichische Ethnomusikologin
- Hemeter, Emil (1880–1945), deutscher Politiker (DNVP), MdR
- Hemetre, Prinzessin der altägyptischen 4. Dynastie
- Hemetre, Prinzessin der altägyptischen 5. Dynastie
- Hemetsberger, Daniel (* 1991), österreichischer SkirennläuferDaniel Hemetsberger (* 1991)

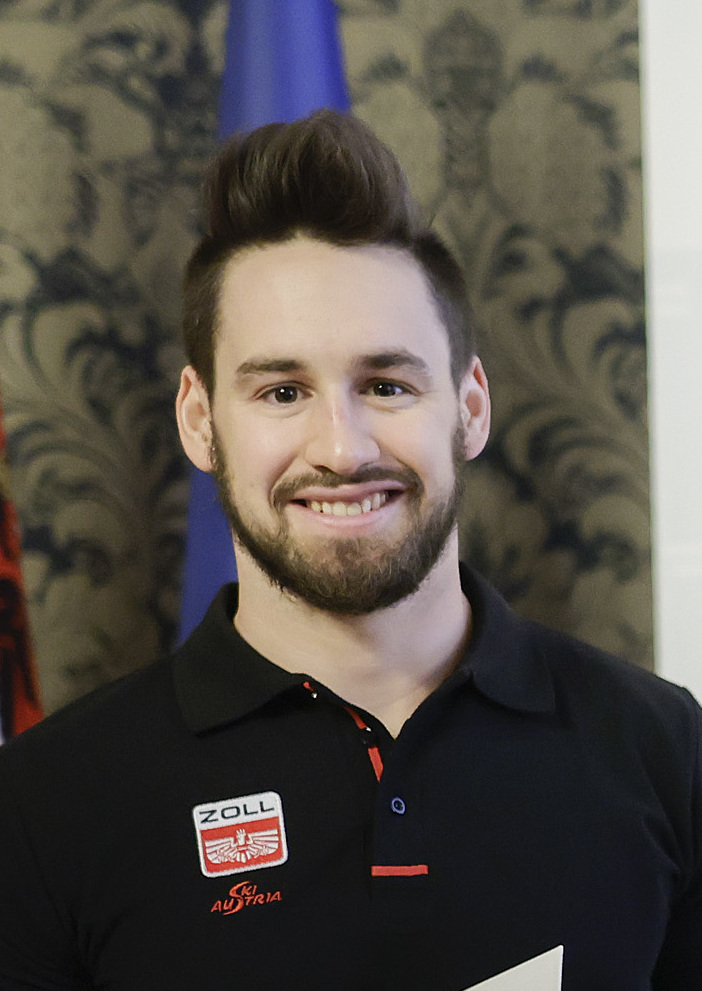
Daniel Hemetsberger (* 1991)

- Hemetsberger, Gottfried (* 1952), österreichischer Pianist und Musikpädagoge
- Hemetsberger, Helfried (1936–2014), österreichischer Chemiker und Hochschullehrer
- Hemetsberger, Leo (* 1965), österreichischer Philosoph
- Hemetsberger, Rudolf (* 1977), österreichischer Politiker (Grüne)
- Hemetsberger, Stella (* 1999), österreichische Kickboxerin
- Hemeyer, Karl (* 1950), deutscher Autor und Schauspieler

### Hemf
- Hemfler, Karl (1915–1995), deutscher Jurist, Verwaltungsbeamter und Politiker (SPD), MdL
- Hemfler, Robert (* 1947), deutscher Fußballspieler

### Hemg
- Hemgesberg, Patric (* 1973), deutscher Lyriker

### Hemi
- Hemicker, Lorenz (* 1978), deutscher Journalist
- Hemida, Bassant (* 1996), ägyptische Sprinterin
- Hemig, Johannes (1910–1944), deutscher römisch-katholischer Geistlicher, Ordensmann, Missionar und Märtyrer
- Hemina, Lucius Cassius, römischer Historiker
- Heming, Bruce (1939–2018), kanadischer Entomologe und Evolutionsbiologe US-amerikanischer Herkunft
- Heming, Miká (* 2000), deutscher RadrennfahrerMiká Heming (* 2000)

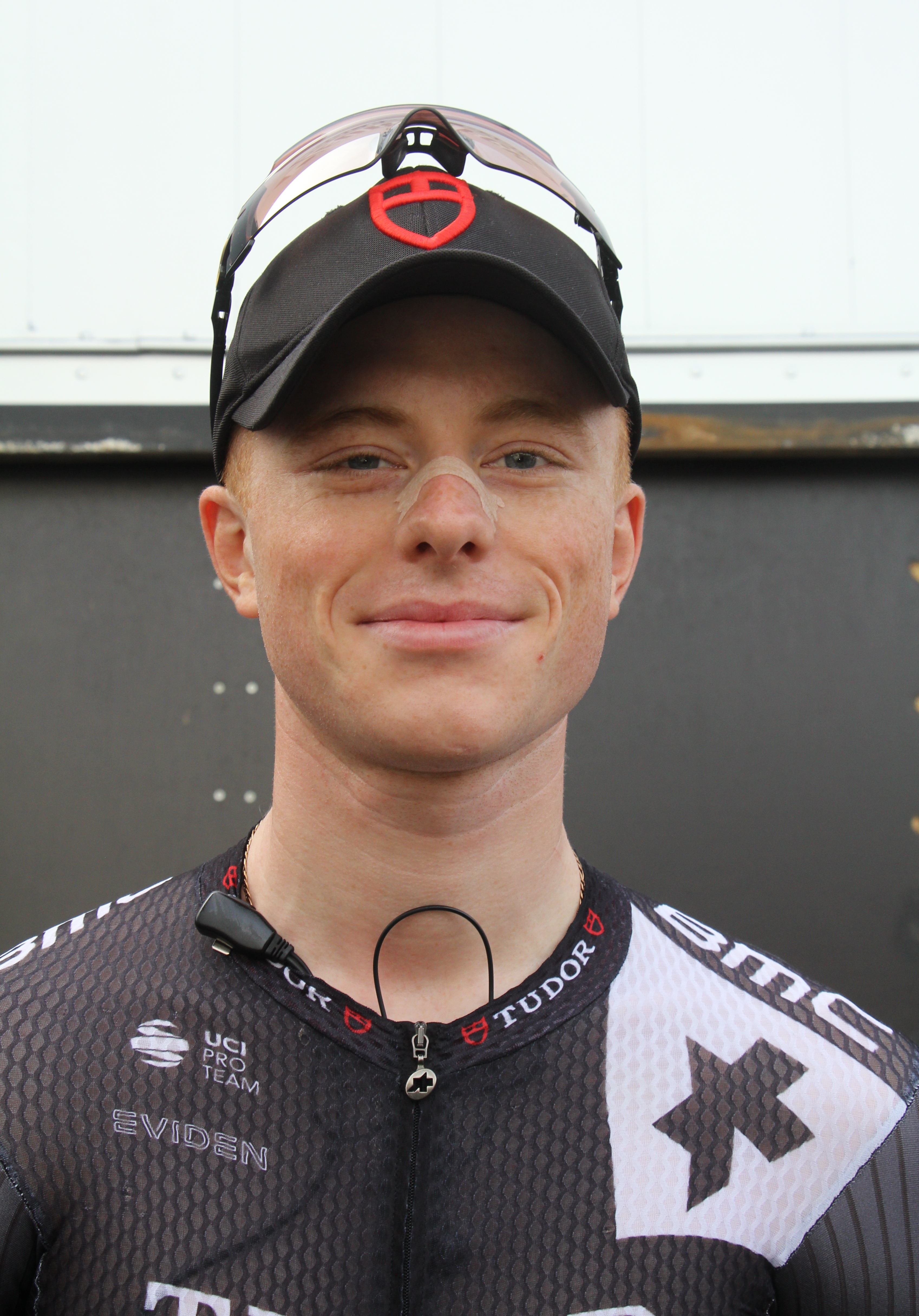
Miká Heming (* 2000)

- Heming-Willis, Emma (* 1978), britisch-amerikanisches Model
- Heminges, John († 1630), britischer Schauspieler und Herausgeber von Shakespeares Folio
- Hemings, James (1765–1801), Sklave und Chefkoch von Thomas Jefferson
- Hemings, Sally († 1835), US-amerikanische Sklavin; Liebhaberin Thomas Jeffersons
- Hemingson, David (* 1964), US-amerikanischer Drehbuchautor und Filmproduzent
- Hemingway, Anthony (* 1977), US-amerikanischer Regisseur
- Hemingway, Chatiqua (* 1987), US-amerikanische Boxerin
- Hemingway, Clarence (1871–1928), US-amerikanischer Mediziner
- Hemingway, Dave (* 1960), englischer Musiker
- Hemingway, Dree (* 1987), US-amerikanische Schauspielerin und Model
- Hemingway, Ernest (1899–1961), US-amerikanischer Schriftsteller und JournalistErnest Hemingway (1899–1961)

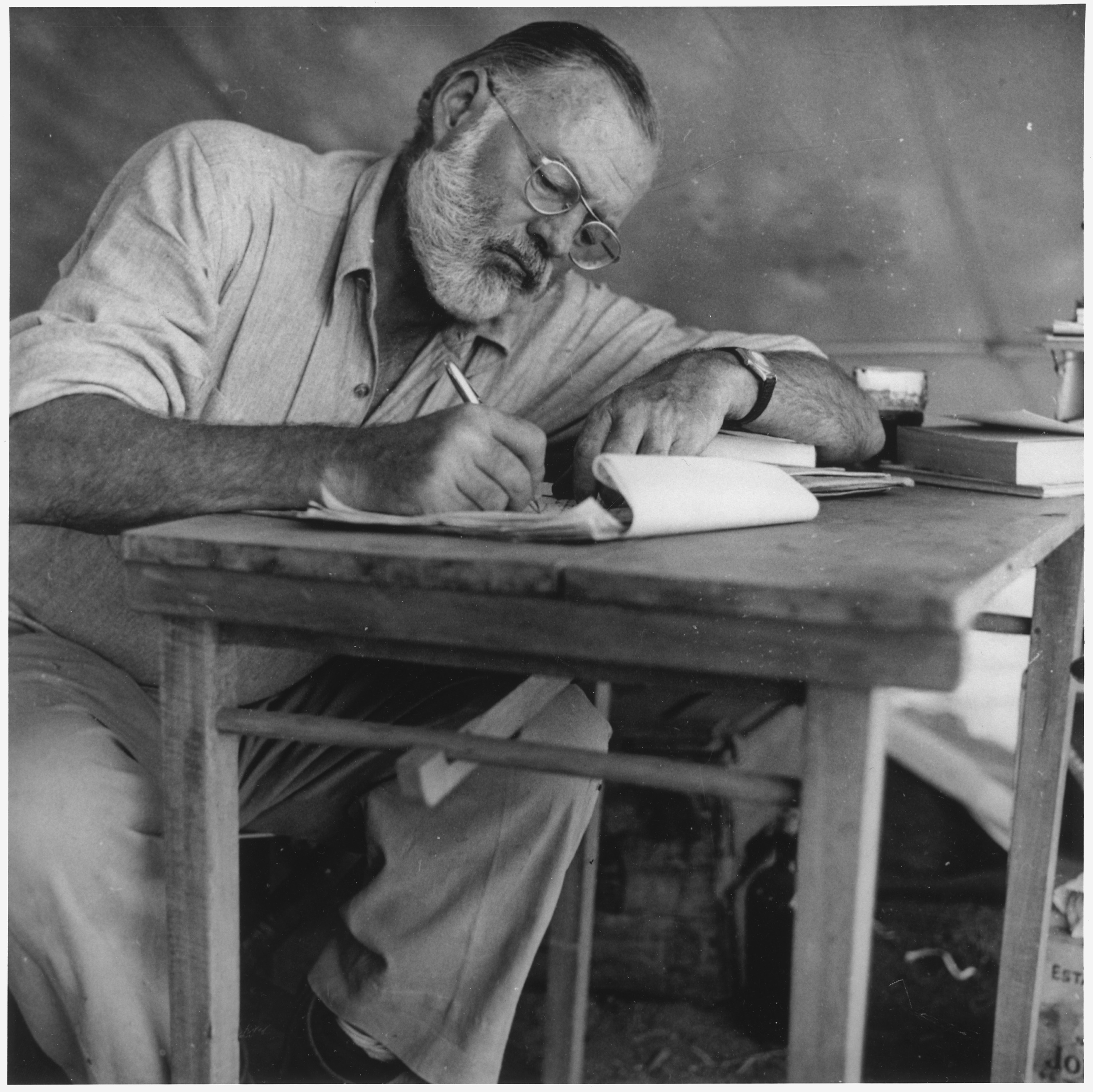
Ernest Hemingway (1899–1961)

- Hemingway, Gerry (* 1955), US-amerikanischer Jazzschlagzeuger
- Hemingway, Grace Hall (1872–1951), US-amerikanische Opernsängerin und Malerin
- Hemingway, John (1919–2025), irischer Kampfpilot und Weltkriegsveteran
- Hemingway, Leicester (1915–1982), US-amerikanischer Schriftsteller
- Hemingway, Margaux (1954–1996), US-amerikanische Schauspielerin und Model
- Hemingway, Mariel (* 1961), US-amerikanische Schauspielerin
- Hemingway, Matt (* 1972), US-amerikanischer Hochspringer
- Hemingway, Susan (* 1960), deutsch-portugiesische Schauspielerin
- Hemingway, Toby (* 1983), britischer Schauspieler
- Hemingway, Valerie (* 1940), irische Autorin, Sekretärin des Schriftstellers Ernest Hemingway
- Hemint, Suriyong (* 1948), thailändischer Radrennfahrer
- Hemissi, Sihem (* 1985), algerische Handballspielerin

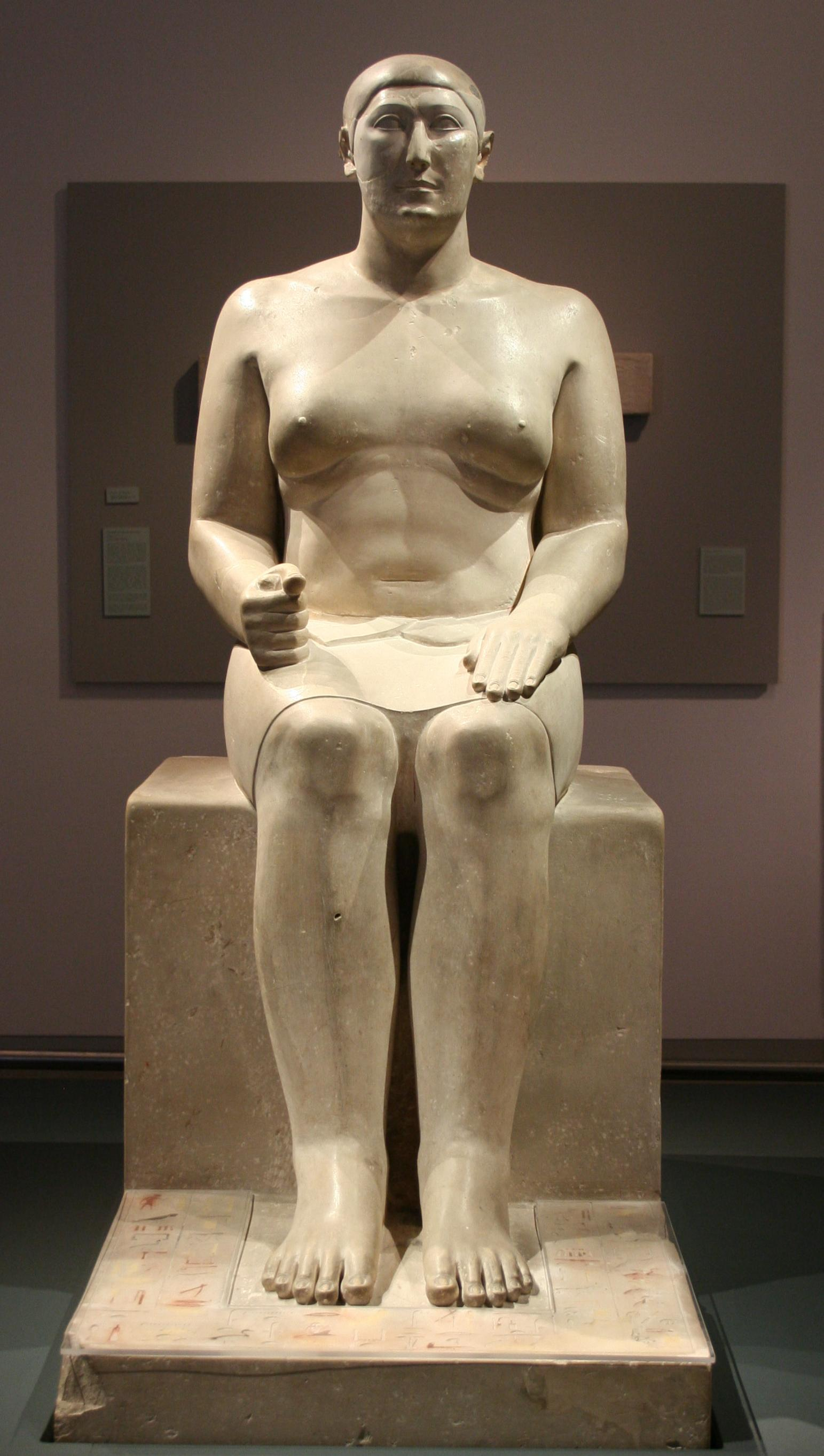
Hemiunu

- Hemiunu, altägyptischer PrinzHemiunu

### Hemk
- Hemke, Erwin (1932–2024), deutscher Pädagoge, Landwirt, Naturschützer und Heimatforscher
- Hemken to Krax, Paul (1914–2008), deutscher Politiker (CDU)
- Hemken, Ernst (1834–1911), deutscher Maler und Porträtist
- Hemken, Kai-Uwe (* 1962), deutscher Kunstwissenschaftler und Hochschullehrer
- Hemken, Manfred (1936–2023), deutscher Politiker (SPD), MdL Niedersachsen
- Hemkentokrax, Katja (* 1993), deutsche Schriftstellerin
- Hemker, Hendrik Coenraad (* 1934), niederländischer Mediziner
- Hemker, Reinhold (* 1944), deutscher Politiker (SPD), MdL, MdB
- Hemker-Möllering, Regina (* 1952), deutsche Politikerin (FDP)

### Heml
- Hemleb, Lukas (* 1960), deutscher Regisseur, Opernregisseur, Bühnenbildner und Librettist
- Hemleben, Johannes (1899–1984), deutscher Biologe und Anthroposoph, Pfarrer und Autor
- Hemlein, Christoph (* 1990), deutscher Fußballspieler
- Hemlein, Jonas (* 1989), deutscher Volleyballspieler
- Hemley, Russell J. (* 1954), US-amerikanischer Chemiker und Geophysiker

### Hemm
- Hemma (808–876), ostfränkische Königin
- Hemma von Gurk, Adelige, Klostergründerin, HeiligeHemma von Gurk

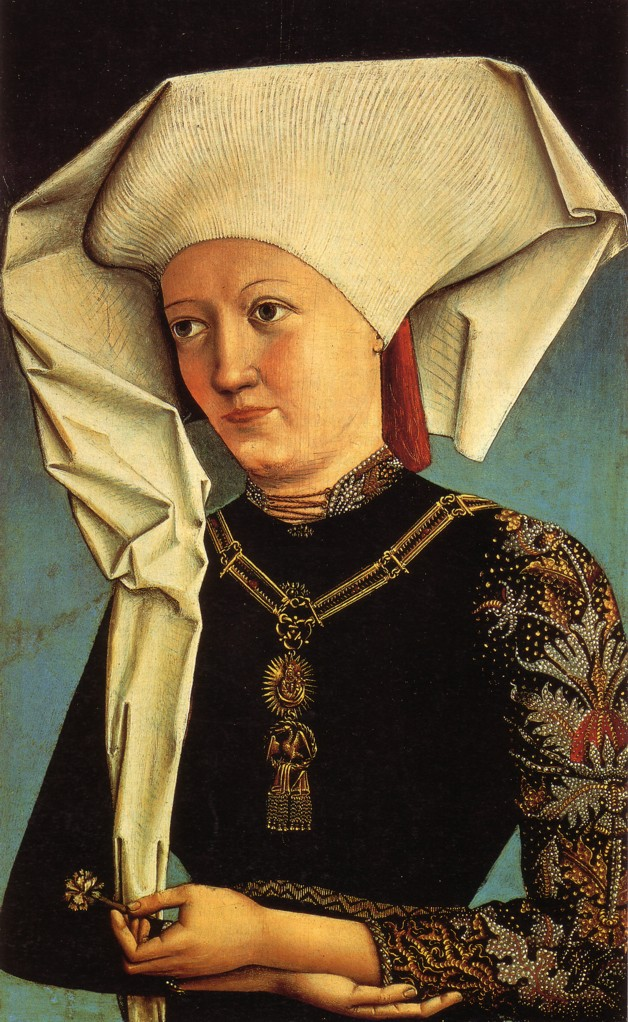
Hemma von Gurk

- Hemmann, Alfred (1895–1957), deutscher Generalleutnant im Zweiten Weltkrieg
- Hemmann, Marek (* 1979), deutscher Musiker und Musikproduzent
- Hemmann, Otto (* 1891), deutscher Gewerkschafter und Politiker, MdV
- Hemmann, Ralf-Peter (* 1958), deutscher Geräteturner
- Hemmann, Tino (* 1967), deutscher Schriftsteller, Unternehmer und Verleger
- Hemmans, Bill (1942–2011), US-amerikanischer Rhythm-and-Blues-Musiker
- Hemmatnia, Ebrahim (* 1976), iranisch-niederländischer Abenteurer und Gründer der World With No Borders Foundation
- Hemme, Christy (* 1980), US-amerikanische Wrestlerin, Schauspielerin, Model und Sängerin
- Hemme, Franz (1670–1731), deutscher evangelischer Pastor
- Hemme, Heinrich (* 1955), deutscher Physiker, Hochschullehrer und Autor
- Hemme, Karl (1901–1970), deutscher Politiker (KPD), MdL
- Hemme, Marie-Luise (1949–2021), deutsche Politikerin (SPD), MdL
- Hemmel von Andlau, Peter, spätgotischer Glasmaler
- Hemmel, Sigmund (1520–1565), deutscher Komponist und Hofkapellmeister
- Hemmeler, Hans (1915–2009), schweizerischer Jurist, Politiker und Autor
- Hemmeler, Marc (1938–1999), schweizerischer Jazzpianist
- Hemmeler, Raphael (* 1991), Schweizer Tennisspieler
- Hemmelgarn, Udo (* 1959), deutscher Politiker (AfD), MdBUdo Hemmelgarn (* 1959)

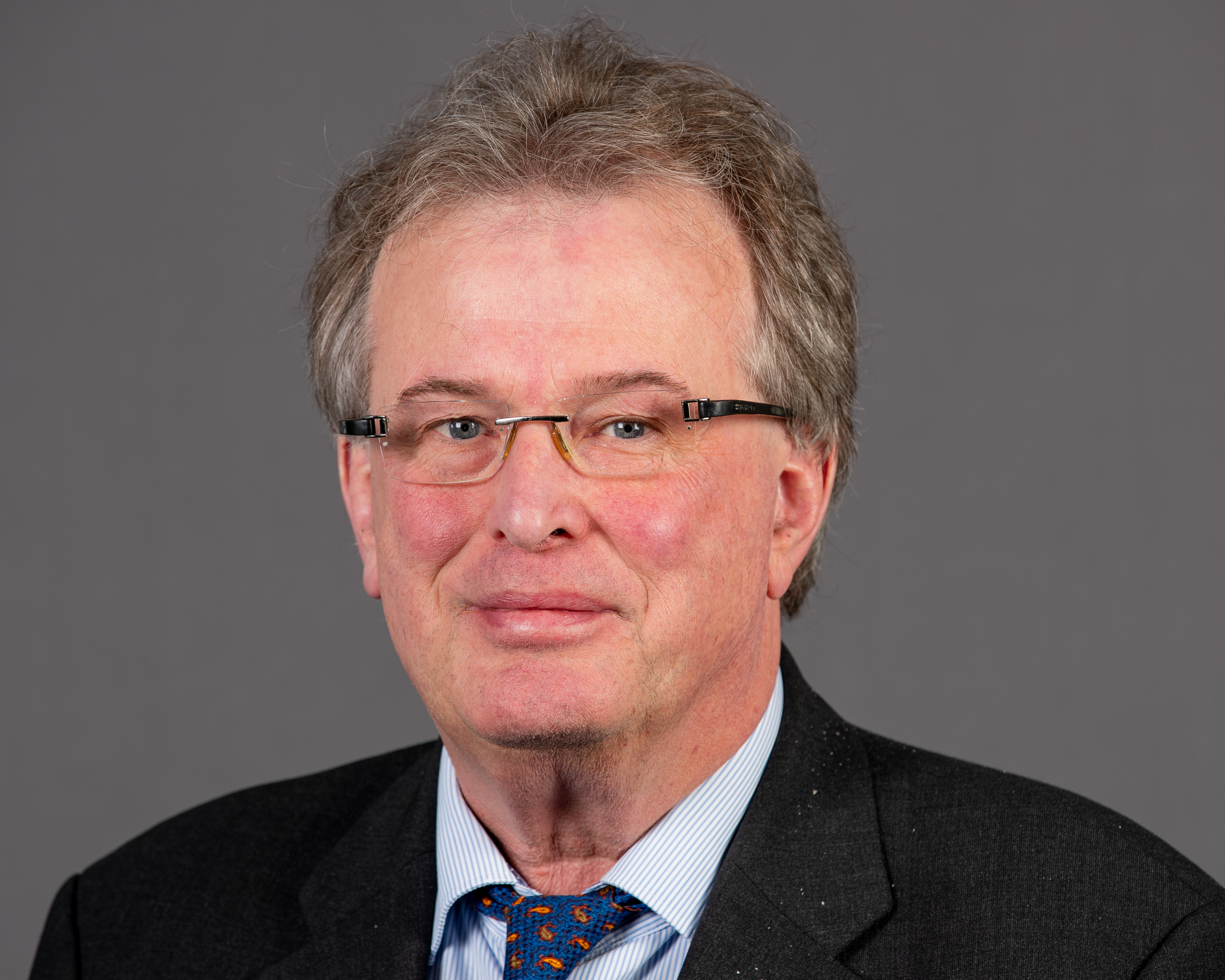
Udo Hemmelgarn (* 1959)

- Hemmelmayr, Gottfried (* 1937), österreichischer Ordenspriester, Altabt des Stiftes Wilhering
- Hemmelrath, Alexander (* 1953), deutscher Wirtschaftsprüfer und Steuerberater sowie Honorarprofessor
- Hemmen, Bernd, deutscher Basketballspieler
- Hemmen, Cécile (* 1955), luxemburgische Politikerin und Rundfunkjournalistin
- Hemmen, Emile (1923–2021), luxemburgischer Dichter und Schriftsteller
- Hemmen, Flin van (* 1982), niederländischer Jazzmusiker
- Hemmen, Hans Richard (1888–1956), deutscher Diplomat
- Hemmendinger, Judith (1923–2024), israelische Autorin
- Hemmendorff, Erik (* 1973), schwedischer Filmproduzent, Drehbuchautor, Dokumentarfilmer und Kameramann
- Hemmens, Craig (* 1960), US-amerikanischer Rechtswissenschaftler und Kriminologe
- Hemmens, Heather (* 1984), US-amerikanische SchauspielerinHeather Hemmens (* 1984)

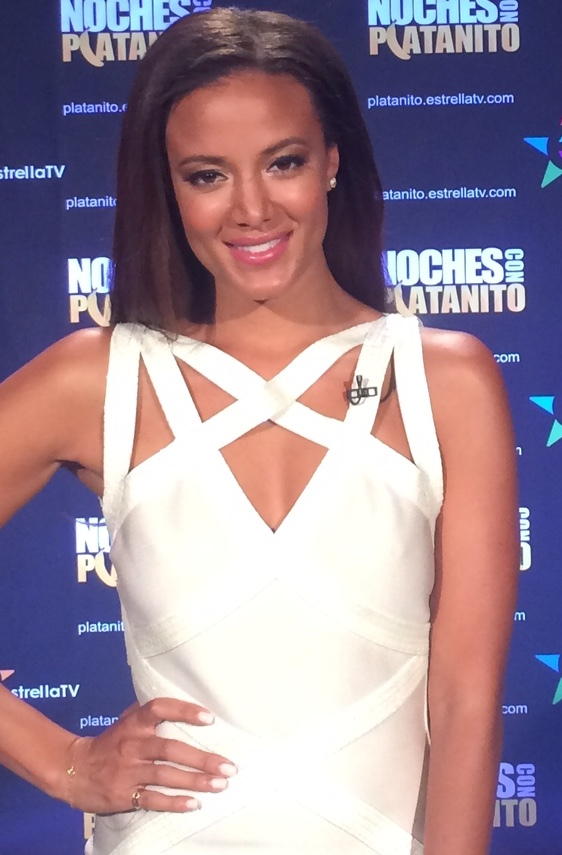
Heather Hemmens (* 1984)

- Hemmer, Dominik (* 1992), österreichischer Musikproduzent, Komponist und Keyboarder
- Hemmer, Frank D. (* 1930), deutscher Architekt und Hochschullehrer
- Hemmer, Friedrich (1903–1993), deutscher katholischer Geistlicher
- Hemmer, Hans von (1869–1931), bayerischer Generalmajor
- Hemmer, Hans-Rimbert (* 1941), deutscher Ökonom, emeritierter Professor für Volkswirtschaftslehre
- Hemmer, Heinrich (1886–1942), deutscher Staatsbeamter
- Hemmer, Ingrid (* 1954), deutsche Geographin und Hochschullehrerin
- Hemmer, Jarl (1893–1944), finnlandschwedischer Dichter und Übersetzer
- Hemmer, Johann Jakob (1733–1790), deutscher Meteorologe, Physiker, Sprachforscher
- Hemmer, Klaus Peter (* 1941), deutscher Erziehungswissenschaftler und Grundschulpädagoge
- Hemmer, Ludwig († 1925), deutscher Drucker und Grafiker in Hannover
- Hemmer, Manfred (* 1937), deutscher Politiker (SPD), MdL
- Hemmer, Mari (* 1983), norwegische Eisschnellläuferin
- Hemmer, Martin (1863–1947), katholischer Priester, Päpstlicher Hausprälat, Opfer der Vertreibung
- Hemmer, Michael (* 1962), deutscher Hochschullehrer
- Hemmer, Nina (* 1993), deutsche Ringerin
- Hemmer, Otto (1912–1968), deutscher Oberbürgermeister
- Hemmer, Pierre (1912–1976), luxemburgischer Mittelstreckenläufer
- Hemmer, Pierre (1950–2013), Schweizer Unternehmer
- Hemmer, Simon (* 1978), deutscher Maler
- Hemmerde, August (1874–1946), Kreisdirektor
- Hemmerde, Carl Hermann (1708–1782), deutscher Verleger
- Hemmerich, Christoph (1795–1885), Landtagsabgeordneter Waldeck
- Hemmerich, Gerlach (1879–1969), deutscher Generalleutnant
- Hemmerich, Karl-Georg (1892–1979), deutscher Maler, Schriftsteller und Komponist
- Hemmerich, Luke (* 1998), deutscher Fußballspieler
- Hemmerich, Marc (* 1984), deutscher Eishockeyspieler
- Hemmerich, Stefan (1918–1943), deutscher Fußballspieler
- Hemmerle, Bernhard (* 1949), deutscher Kirchenmusiker und Komponist
- Hemmerle, Franz-Valentin (1896–1968), deutscher Maler, Kirchenmaler, Glasmaler und Graphiker
- Hemmerle, Josef (1914–2003), deutscher Historiker, Archivleiter
- Hemmerle, Klaus (1929–1994), deutscher Theologieprofessor und Bischof von AachenKlaus Hemmerle (1929–1994)

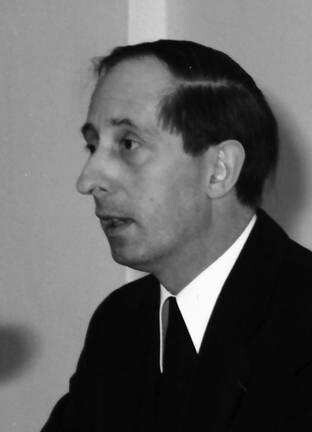
Klaus Hemmerle (1929–1994)

- Hemmerle, Klaus (* 1960), deutscher Theaterschauspieler und -regisseur
- Hemmerle, Lisa (* 1995), deutsche Eishockeytorhüterin
- Hemmerle, Rudolf (1919–2013), deutscher Schriftsteller, Redakteur und Bibliothekar
- Hemmerlein, Candidus (1743–1814), letzter Abt des Klosters Langheim
- Hemmerlein, Georg (1913–2003), deutscher Politiker (CSU), MdL
- Hemmerlein, Robert (* 1959), deutscher Fußball-Torhüter
- Hemmerlin, Felix, Schweizer Kirchenpolitiker und Heraldiker
- Hemmerling, Carlo (1903–1967), Schweizer Komponist, Pianist und Organist
- Hemmerling, Joachim (* 1926), deutscher Jurist
- Hemmerling, Jürgen (* 1951), deutscher Mittelstreckenläufer
- Hemmerling, Kurt (1898–1977), deutscher Bauingenieur
- Hemmerling, Michel (1889–1962), luxemburgischer Turner
- Hemmerling, Robert (* 1979), deutscher Polizist und Kommandeur der GSG 9 der Bundespolizei
- Hemmersbach, Josef Peter (1879–1961), deutscher Politiker (FDP), MdL Bayern
- Hemmersbach, Matthias (1941–1997), deutscher Fußballspieler
- Hemmersdorfer, Max (* 1985), deutscher Schauspieler
- Hemmes, Nina (* 1983), deutsche Eishockeyspielerin
- Hemmes, Wilhelm (1840–1925), deutscher Taubstummenlehrer und Schuldirektor
- Hemmeter, John C. (1863–1931), US-amerikanischer Physiologe
- Hemmeter, Karl (1904–1986), deutscher Bildhauer und Künstler
- Hemmi, Christian (* 1954), Schweizer Skirennfahrer
- Hemmi, Heini (* 1949), Schweizer SkirennläuferHeini Hemmi (* 1949)

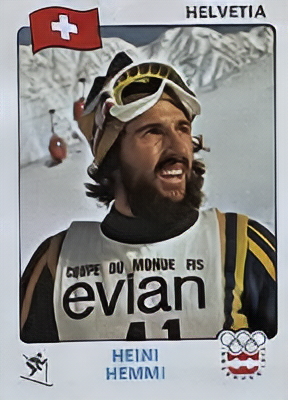
Heini Hemmi (* 1949)

- Hemmi, Heinz (1899–1985), Schweizer Sprinter
- Hemmi, Koji, japanischer Badmintonspieler
- Hemmi, Peter (1789–1852), Schweizer Vermesser
- Hemmi, Takashi (1895–1944), japanischer Maler
- Hemmieoltmanns, Lars (* 1970), deutscher Basketballspieler
- Hemming, dänischer Wikingerkönig
- Hemming († 1366), Bischof von Turku
- Hemming, Callum (* 1999), englischer Badmintonspieler
- Hemming, Carl (1867–1932), deutscher Politiker (DVP), MdL
- Hemming, Carol, Maskenbildnerin
- Hemming, Gary (1934–1969), US-amerikanischer BergsteigerGary Hemming (1934–1969)

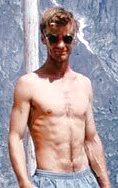
Gary Hemming (1934–1969)

- Hemming, Gerald Patrick (1937–2008), Mitarbeiter einer US-amerikanischen Bundesbehörde
- Hemming, Ingrid Fuzjko (1932–2024), schwedische klassische Pianistin
- Hemming, Jan (* 1967), deutscher Musikwissenschaftler
- Hemming, Lindy (* 1948), walisische Kostümbildnerin
- Hemming, Tyler (* 1985), kanadischer Fußballspieler
- Hemming, Walter (1894–1979), deutscher Maler
- Hemming, Zach (* 2000), englischer Fußballspieler
- Hemminger, Elke (* 1978), deutsche Soziologin, Netzwerkforscherin und Digitalspielforscherin
- Hemminger, Hansjörg (1948–2022), deutscher Soziobiologe und Autor
- Hemminger, Johannes († 1549), deutscher Jurist, Hochschullehrer und Diplomat
- Hemmings, Anita Florence (1872–1943), US-amerikanische Bibliothekarin
- Hemmings, Ashley (* 1991), englischer Fußballspieler
- Hemmings, David (1941–2003), britischer Schauspieler und Regisseur
- Hemmings, Deon (* 1968), jamaikanische Hürdenläuferin und Olympiasiegerin
- Hemmings, Kane (* 1991), englischer Fußballspieler
- Hemmings, Kaui Hart (* 1975), hawaiische Autorin
- Hemmings, Luke (* 1996), australischer Popsänger
- Hemmings, Taryn (* 1986), US-amerikanische Fußballspielerin
- Hemmings, Terry (* 1936), australischer Politiker, Abgeordneter und Minister
- Hemmingsen, Niels (1513–1600), dänischer evangelischer Theologe, Philologe und Schulreformer
- Hemmingsson, Nina (* 1971), schwedische Comiczeichnerin, Autorin sowie Cartoon- und Satirezeichnerin
- Hemmleb, Jochen (* 1971), deutscher Geologe, Bergsteiger und Buchautor
- Hemmo, Roland (* 1946), deutscher Synchronsprecher und SchauspielerRoland Hemmo (* 1946)

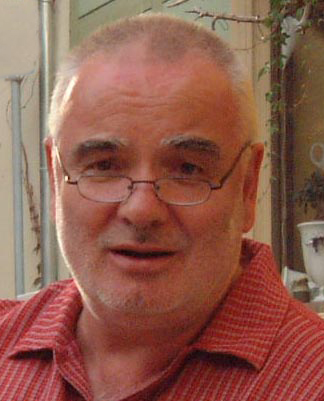
Roland Hemmo (* 1946)

- Hemmrich, Robert (1871–1946), deutsch-böhmischer Architekt

### Hemo
- Hemon, Aleksandar (* 1964), bosnisch-amerikanischer Schriftsteller
- Hémon, Louis (1880–1913), französischer Schriftsteller
- Hémon, Sedje (1923–2011), niederländische Komponistin, Violinistin, Panflötistin und Malerin
- Hemony, François (1609–1667), niederländischer Glockengießer
- Hemony, Pieter (1619–1680), niederländischer Glockengießer

### Hemp
- Hemp, Lauren (* 2000), englischer FußballspielerinLauren Hemp (* 2000)

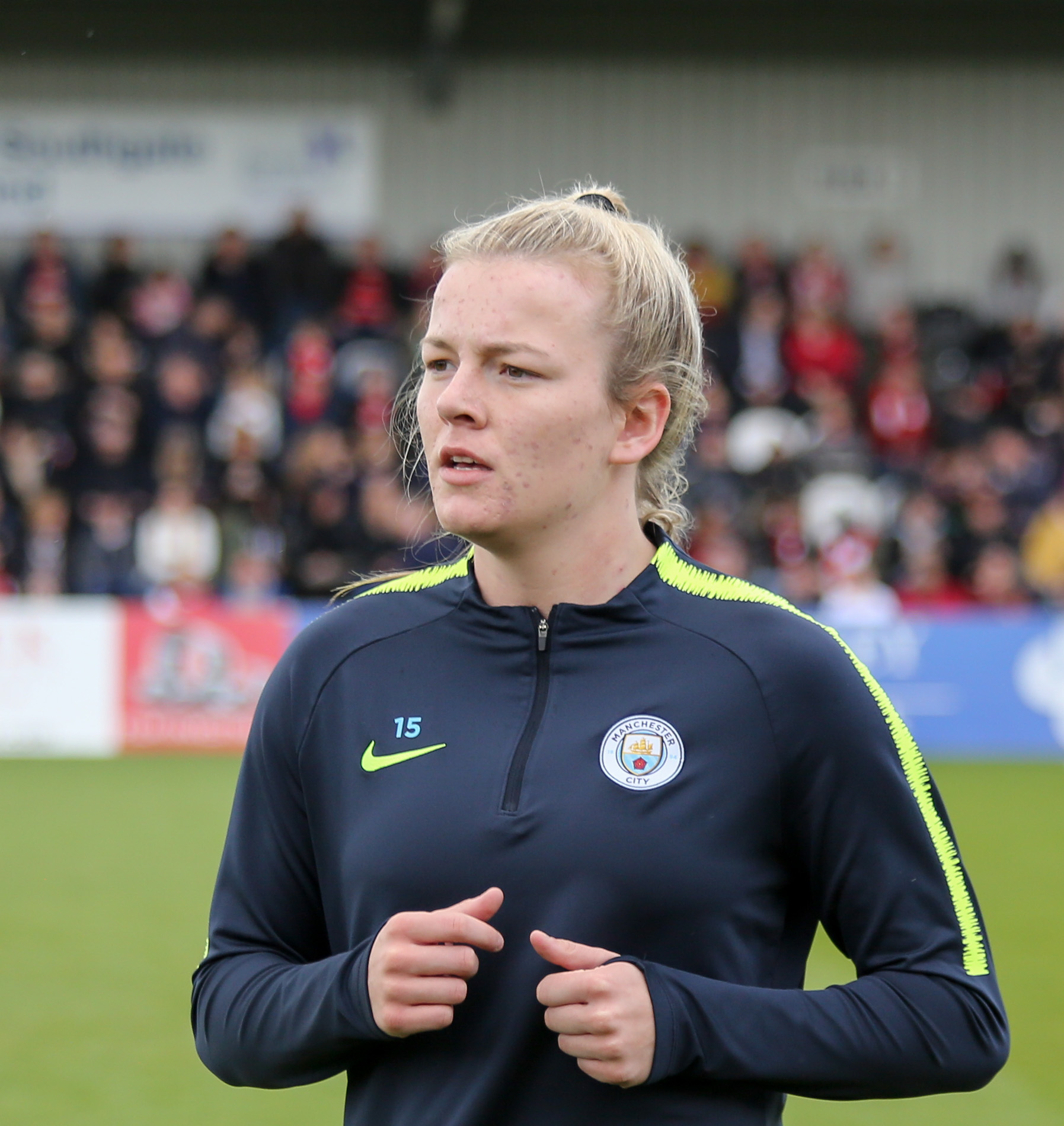
Lauren Hemp (* 2000)

- Hemp, Meinhard (* 1942), deutscher Fußballspieler
- Hempe, Paul (1886–1973), deutscher Zeichner und Karikaturist
- Hempel Lipschutz, Ilse (1923–2005), US-amerikanische Romanistin deutscher Herkunft
- Hempel, Adolf (1915–1971), deutscher Offizier in der Luftwaffe der Wehrmacht und der Luftwaffe der Bundeswehr
- Hempel, Amy (* 1951), US-amerikanische Schriftstellerin und Journalistin
- Hempel, Anouska (* 1941), Film- und Fernsehschauspielerin
- Hempel, Bernhard (1820–1882), deutscher Architekt
- Hempel, Bruno (1876–1937), deutscher Politiker (SPD), MdL
- Hempel, Carl Gustav (1905–1997), deutsch-amerikanischer Philosoph
- Hempel, Christian (1937–2015), deutscher Restaurator und Bildhauer
- Hempel, Christian Friedrich († 1757), Jurist, Biograf und Herausgeber
- Hempel, Christian Gottlob (1748–1824), deutscher Schriftsteller
- Hempel, Christoph (* 1946), deutscher Musikwissenschaftler und Autor
- Hempel, Claudia (* 1958), deutsche Schwimmsportlerin
- Hempel, Claus (1883–1952), deutscher Offizier in der Luftwaffe der Wehrmacht und Expeditionsteilnehmer
- Hempel, Dieter (* 1947), deutscher Fußballspieler
- Hempel, Dietmar (* 1953), deutscher Fußballspieler
- Hempel, Dirk (* 1965), deutscher Literaturwissenschaftler
- Hempel, Dirk (1973–2017), deutscher Fußballspieler
- Hempel, Eberhard (1886–1967), deutscher Kunsthistoriker und Hochschullehrer
- Hempel, Eduard (1887–1972), deutscher Diplomat
- Hempel, Ernst (1856–1913), deutscher Mundartdichter
- Hempel, Ernst Wilhelm (1745–1799), deutscher evangelischer Theologe
- Hempel, Eva (1936–2020), deutsche Landwirtin, Mitglied des ZK der SED
- Hempel, Florian (* 1990), deutscher Dartspieler und HandballtorwartFlorian Hempel (* 1990)

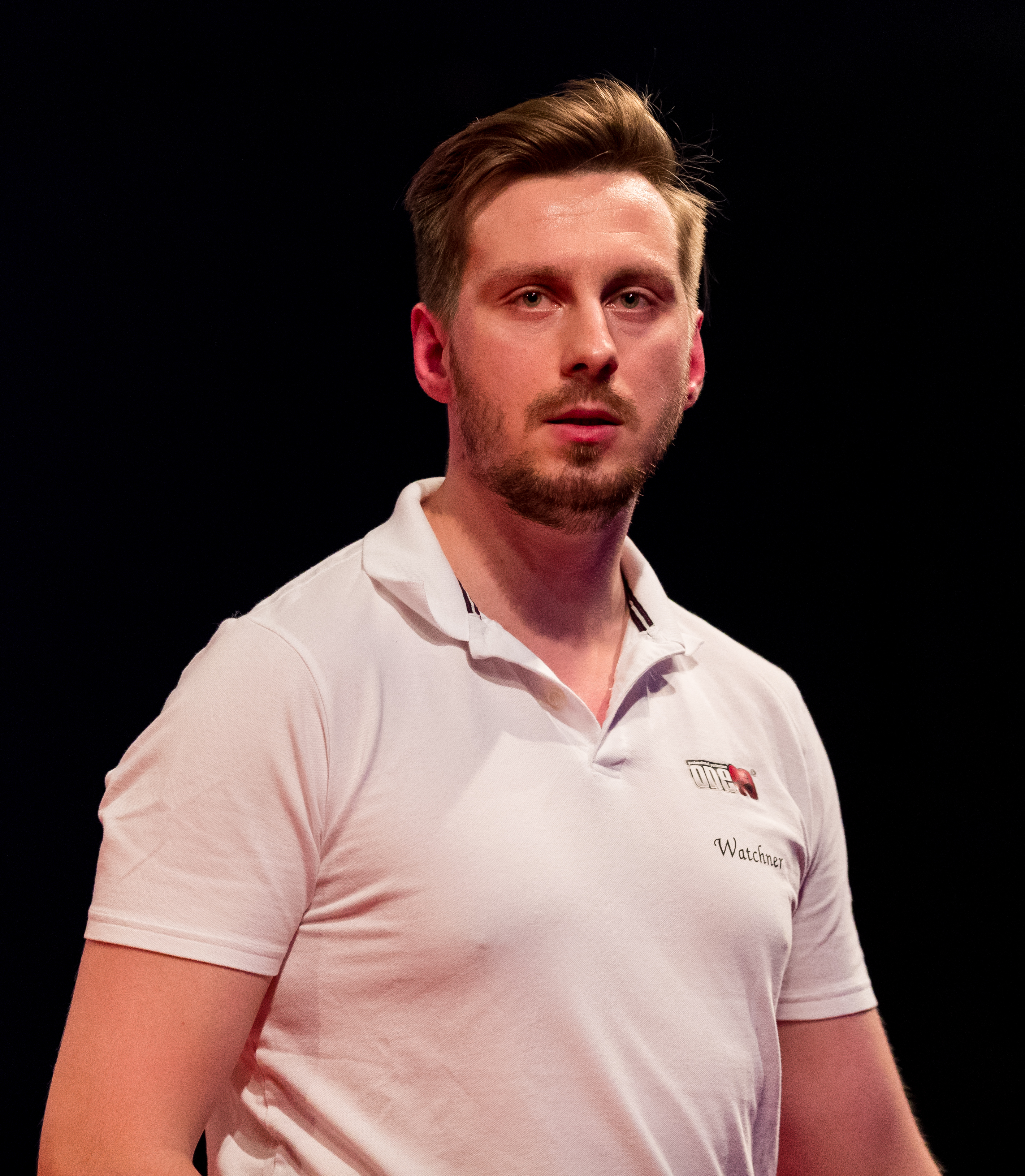
Florian Hempel (* 1990)

- Hempel, Frank (* 1959), deutscher Politiker (SPD), MdB
- Hempel, Franz Guido (1818–1885), sächsischer Rittergutsbesitzer und Politiker
- Hempel, Fred (* 1951), deutscher Ringer
- Hempel, Frieda (1884–1955), deutsche Opernsängerin (Sopran)
- Hempel, Friedrich Ferdinand (1778–1836), deutscher Jurist und Schriftsteller
- Hempel, Gaudentz, Schweizer Glockengiesser in Chur
- Hempel, Georg (1847–1904), deutscher Unternehmer, Rittergutsbesitzer und Politiker (MdR)
- Hempel, Georg (1894–1969), deutscher Künstler und Scherenschneider
- Hempel, Georg (* 1903), deutscher Unternehmer und Politiker (LDPD), MdV
- Hempel, Gerhard (1903–1991), deutscher Politiker, Oberbürgermeister in Weimar (1946–1948)
- Hempel, Gerhard (1928–2004), deutscher Industriedesigner
- Hempel, Gotthilf (* 1929), deutscher Meeresbiologe
- Hempel, Günter Martin (* 1945), deutscher Staatswissenschaftler und Stadtführer
- Hempel, Gustav (1804–1864), deutscher Landeskundler und Autor
- Hempel, Gustav (1819–1877), deutscher Verleger
- Hempel, Gustav (1842–1904), deutsch-österreichischer Forstwissenschaftler
- Hempel, Hannes (* 1973), österreichischer Radrennfahrer
- Hempel, Hans-Peter (1934–2024), deutscher Yogalehrer und Buchautor
- Hempel, Heino (* 1920), deutscher Lehrer, Fachschuldirektor und Denkmalpfleger
- Hempel, Heinz (1918–1998), deutscher Fußballspieler und Fußballtrainer
- Hempel, Helmut (1934–2008), deutscher Judoka
- Hempel, Henry (1932–2015), deutscher Judoka
- Hempel, Hermann Carl (1848–1921), deutscher Landschaftsmaler und Illustrator sowie Museumsleiter
- Hempel, Horst (1910–1990), deutscher SS-Unterscharführer
- Hempel, Jakub (1762–1831), polnischer Architekt, vor allem im Großraum Lublin wirkte
- Hempel, Jan (* 1971), deutscher Wasserspringer
- Hempel, Jane (* 1947), deutsche Schauspielerin
- Hempel, Johann Gottfried (1752–1817), deutscher Mediziner und Pharmazeut
- Hempel, Johannes (1891–1964), deutscher Theologe und Hochschullehrer
- Hempel, Johannes (1917–1998), sorbischer Trickfilm- und Dokumentarfilmregisseur in Dresden
- Hempel, Johannes (1929–2020), deutscher evangelischer Theologe
- Hempel, Josef von (1800–1871), österreichischer Maler (Gruppe der Nazarener) sowie Schriftsteller
- Hempel, Jurjen (* 1961), niederländischer Dirigent
- Hempel, Karen (* 1971), deutsche Schauspielerin
- Hempel, Karl (1827–1899), deutscher Gutsbesitzer und Politiker (DFP), MdR
- Hempel, Karl (1923–2018), deutscher Chirurg und Standespolitiker
- Hempel, Karl-August (1930–2011), deutscher Physiker
- Hempel, Klaus (* 1947), deutscher Sportvermarkter
- Hempel, Konrad (* 1973), deutscher Autor, Komponist, Musiker, bildender Künstler und Performance-Künstler
- Hempel, Kurt (1857–1922), sächsischer Generalleutnant
- Hempel, Kurt (* 1894), deutscher Politiker (SPD, USPD, KPD, SED) und Ingenieur
- Hempel, Lothar (* 1966), deutscher Künstler
- Hempel, Lucian (1831–1906), deutscher Parlamentarier und Unternehmer im Fürstentum Reuß älterer Linie
- Hempel, Ludwig (1922–2011), deutscher Geograph
- Hempel, Max (1877–1959), deutscher Militärmusiker und Komponist
- Hempel, Mechthild (1925–2012), deutsche Malerin und Graphikerin
- Hempel, Oswald (1895–1945), deutscher Puppenspieler
- Hempel, Oswin (1876–1965), deutscher Architekt und Hochschullehrer
- Hempel, Paul (1847–1907), Lübecker Pädagoge und Politiker
- Hempel, Paul (1890–1950), deutscher Marathonläufer
- Hempel, Richard (1857–1930), deutscher Geodät
- Hempel, Richard (* 1997), deutscher FußballschiedsrichterRichard Hempel (* 1997)

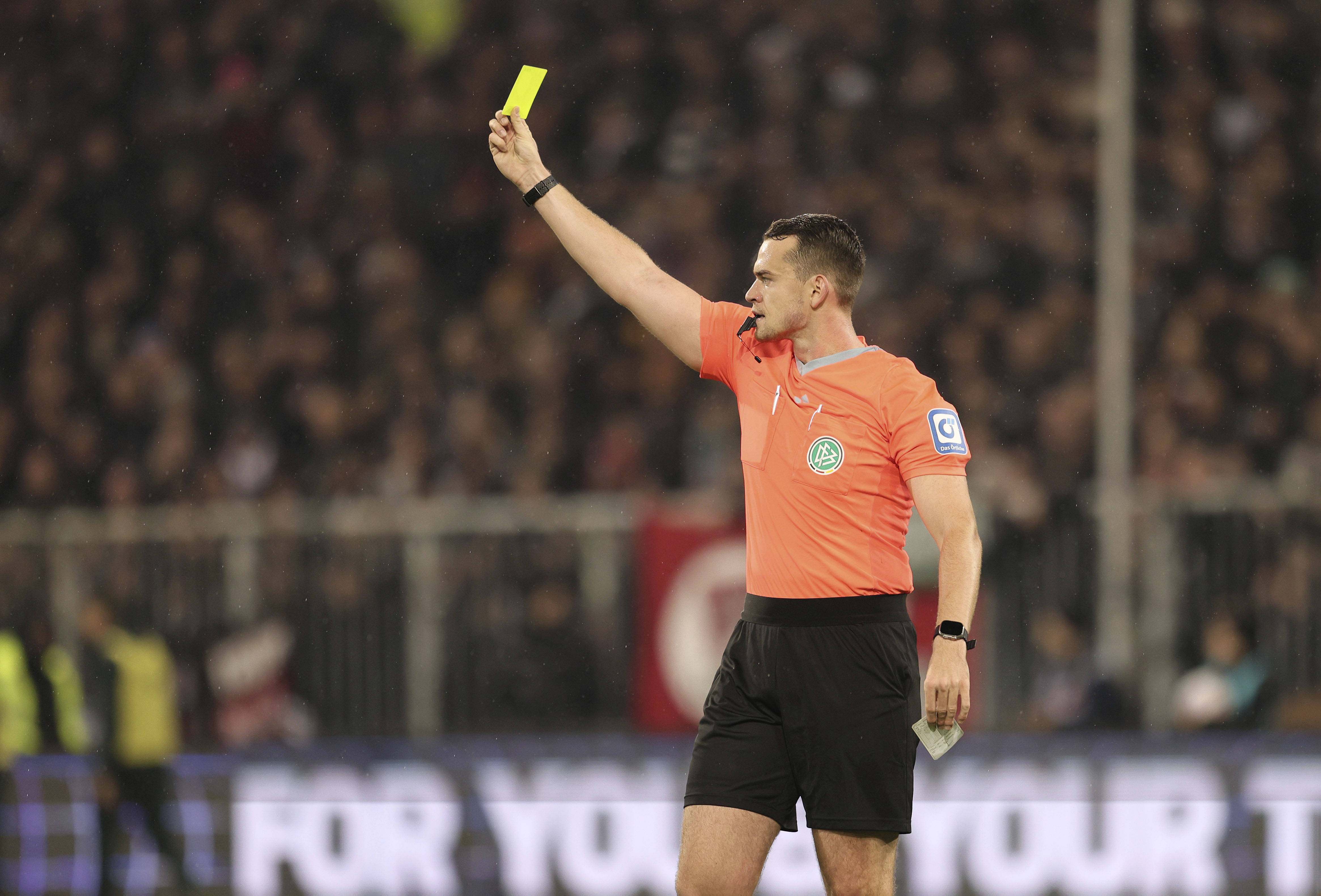
Richard Hempel (* 1997)

- Hempel, Roland (* 1928), deutscher Fußballspieler
- Hempel, Rolf (1932–2016), deutscher Kirchenmusiker, Orgelsachverständiger und Komponist
- Hempel, Ronald (* 1955), deutscher Radsportler
- Hempel, Rose (1920–2009), deutsche Kunsthistorikerin, Hauptkustodin des Hamburger Museums für Kunst und Gewerbe
- Hempel, Rudi (1911–1947), deutscher Arbeiterfunktionär und Widerstandskämpfer gegen den Nationalsozialismus
- Hempel, Ruth (* 1926), deutsche Hochseilartistin
- Hempel, Sandra (* 1972), deutsche Jazzgitarristin
- Hempel, Sebastian (1593–1650), deutscher Jurist, zuletzt Direktor des Hofgerichts Stettin
- Hempel, Stefan (* 1974), deutscher Sportmoderator- und kommentatorStefan Hempel (* 1974)

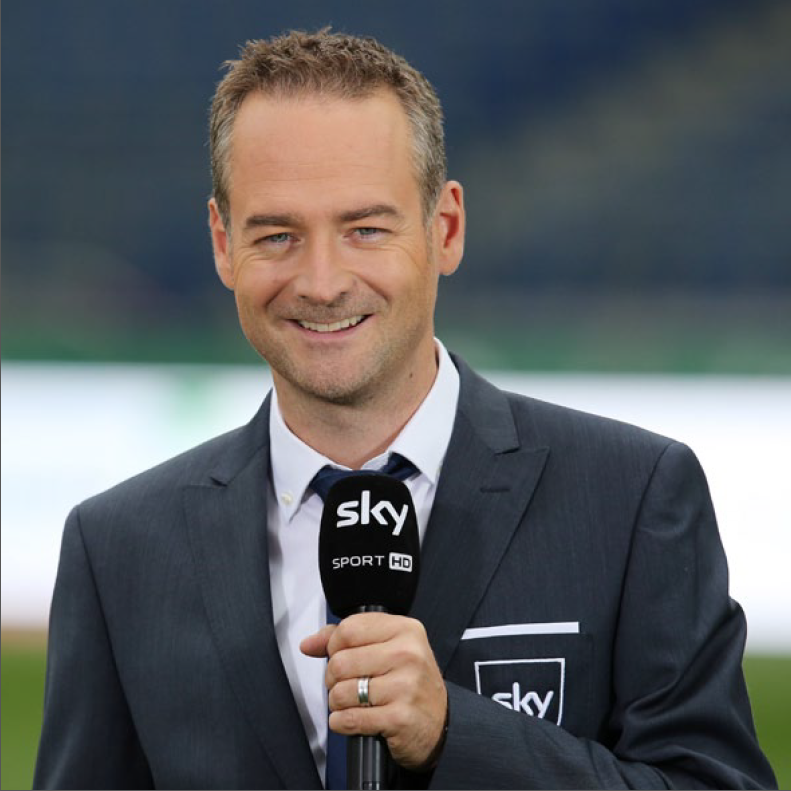
Stefan Hempel (* 1974)

- Hempel, Stefan (* 1980), deutscher Violinist und Hochschulprofessor
- Hempel, Tinko (* 1978), deutscher politischer Beamter (BSW)
- Hempel, Tobias (1738–1820), deutscher Rechtsanwalt, Ratsherr, Stadtvogt und Bürgermeister
- Hempel, Udo (* 1946), deutscher Radrennfahrer
- Hempel, Walter (1887–1939), deutscher Fußballspieler
- Hempel, Walther (1851–1916), deutscher Chemiker, Mitbegründer der technischen Gasanalyse
- Hempel, Werner (1904–1980), deutscher Bildhauer und Restaurator
- Hempel, Werner (1936–2012), deutscher Botaniker und Hochschullehrer
- Hempel, Wido (1930–2006), deutscher Romanist und Hochschullehrer
- Hempel, Wolfgang (1927–2004), deutscher Sportjournalist und -reporter
- Hempel, Wolfgang (* 1931), deutscher Archivar und Dokumentationsmanager
- Hempel, Wolfgang (* 1935), deutscher Sportjournalist und Sachbuchautor
- Hempel-Soos, Karin (1939–2009), deutsche Schriftstellerin
- Hempelmann, Friedrich (1878–1954), deutscher Zoologe
- Hempelmann, Gunter (* 1940), deutscher Mediziner
- Hempelmann, Heinzpeter (* 1954), deutscher evangelischer Theologe und PhilosophHeinzpeter Hempelmann (* 1954)

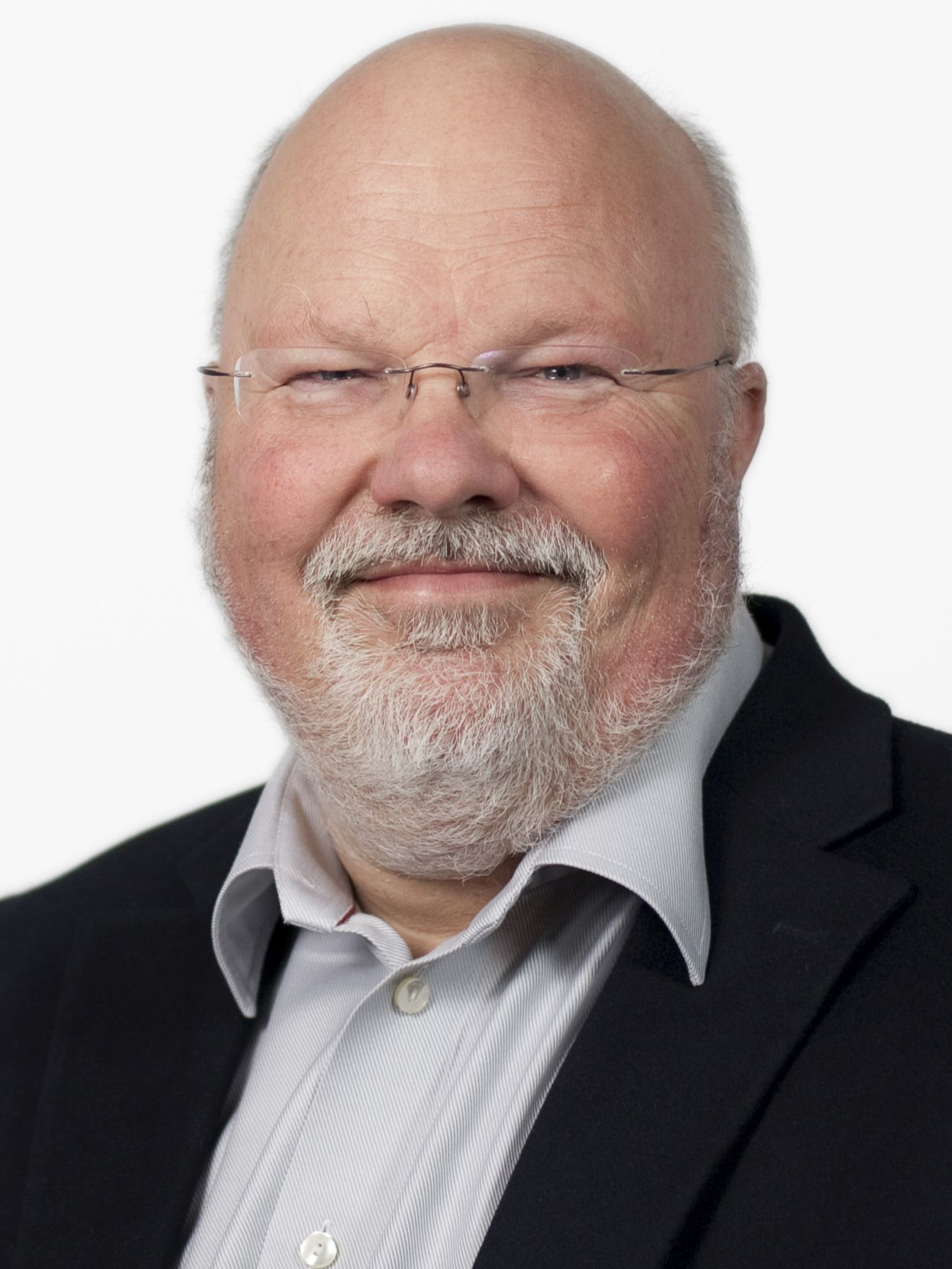
Heinzpeter Hempelmann (* 1954)

- Hempelmann, Josef (1893–1967), deutscher Politiker (CDU), MdL
- Hempelmann, Reinhard (* 1953), deutscher evangelischer Theologe, Pfarrer und Autor
- Hempelmann, Rolf (* 1948), deutscher Pädagoge und Politiker (SPD), MdB
- Hempels, Cillie († 1642), deutsche Frau, die als vermeintliche Zauberin hingerichtet wurde
- Hempen, Bernhard (1881–1945), deutscher Jurist und Gerichtspräsident
- Hempen, Carl-Hermann (* 1948), deutscher Internist
- Hemperek, Piotr (1931–1992), polnischer römisch-katholischer Geistlicher, Weihbischof in Lublin
- Hempfer, Helmut (1928–2021), deutscher römisch-katholischer Theologe
- Hempfer, Klaus W. (* 1942), deutscher Romanist
- Hempfing, Wilhelm (1886–1948), deutscher Maler und Radierer
- Hempfling, Baptist (1918–2017), deutscher Kommunal- und Landespolitiker (CSU)
- Hempfling, Volker (* 1944), deutscher Kirchenmusiker
- Hemphill, Doug (* 1955), US-amerikanischer Tontechniker und Toningenieur
- Hemphill, Essex (1957–1995), US-amerikanischer Autor
- Hemphill, Jessie Mae (1923–2006), US-amerikanische Bluesmusikerin
- Hemphill, John (1803–1862), US-amerikanischer Jurist und Politiker
- Hemphill, John J. (1849–1912), US-amerikanischer Politiker
- Hemphill, Joseph (1770–1842), US-amerikanischer Politiker
- Hemphill, Julius (1938–1995), US-amerikanischer Jazz-Saxophonist und Komponist
- Hemphill, Meg (* 1996), japanische Siebenkämpferin
- Hemphill, Robert W. (1915–1983), US-amerikanischer Politiker
- Hemphill, Shelton (1906–1959), US-amerikanischer Jazztrompeter
- Hemphill, Sid (1876–1963), US-amerikanischer Bluesmusiker
- Hempl, George (1859–1921), US-amerikanischer Philologe, insbesondere Anglist
- Hempleman, George (1799–1880), Kapitän, Walfänger und erster deutschstämmiger Siedler in Neuseeland
- Hempleman-Adams, David (* 1956), britischer Unternehmer, Abenteurer und Autor
- Hempler, Damien (* 1990), Schweizer Fussballspieler
- Hempler, Fritz (* 1939), deutscher Fußballspieler
- Hemprich, Friedrich Wilhelm (1796–1825), preußischer Naturforscher, Zoologe und Arzt
- Hemprich, Herbert (1913–1985), deutscher evangelischer Kirchenjurist
- Hemprich, Karl (* 1867), deutscher Pädagoge
- Hempstead, David (1909–1983), US-amerikanischer Filmproduzent und Drehbuchautor
- Hempstead, Edward (1780–1817), US-amerikanischer Politiker
- Hempstead, Stephen (1812–1883), Gouverneur von Iowa
- Hempstead-Wright, Isaac (* 1999), britischer SchauspielerIsaac Hempstead-Wright (* 1999)

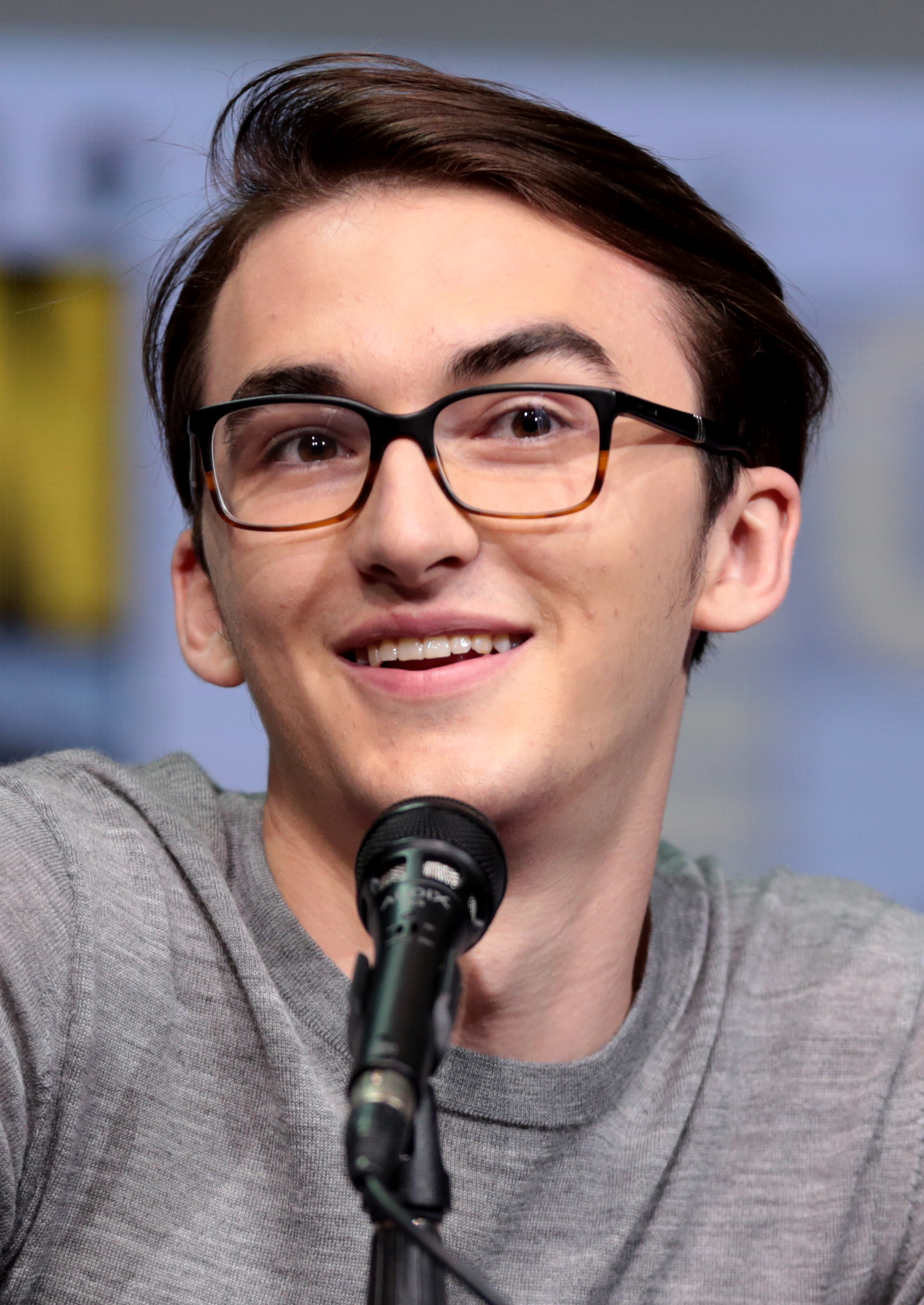
Isaac Hempstead-Wright (* 1999)

- Hemptah I., Herrscher von Herakleopolis
- Hemptenmacher, Theodor (1853–1912), deutscher Verwaltungsjurist und Bankier
- Hempton, Nick, australischer Jazzmusiker

### Hemr
- Hemre, altägyptischer Beamter der 6. Dynastie
- Hemre 01, altägyptischer Beamter der 6. Dynastie
- Hemric, Daniel (* 1991), US-amerikanischer Automobilrennfahrer
- Hemrich, Christoph (1956–2012), deutscher Schauspieler
- Hemrich, Heinz (1923–2009), deutscher Bildhauer
- Hemrik, Ferenc (1925–2007), ungarischer Skispringer
- Hemrom, Albert (* 1970), indischer Geistlicher und römisch-katholischer Bischof von Dibrugarh
- Hemry, John G. (* 1956), US-amerikanischer Autor

### Hems
- Hemsath, Heinrich (1902–1978), deutscher Politiker (SPD), MdL
- Hemsch, Henri (1700–1769), französischer Cembalobauer deutscher Herkunft
- Hemschemeier, Christian (* 1967), deutscher Diplom-Psychologe und Autor
- Hemschemeier, Fritz (* 1998), deutscher Basketballspieler
- Hemschemeier, Meike (* 1972), deutsche Journalistin, Dokumentarfilm-Regisseurin und Autorin
- Hemschemeier, Peter (* 2003), deutscher Basketballspieler
- Hemse, Rebecka (* 1975), schwedische Schauspielerin
- Hemsen, Johann Tychsen (1792–1830), deutscher lutherischer Theologe
- Hemsey, Zack (* 1983), US-amerikanischer Komponist und MusikproduzentZack Hemsey (* 1983)

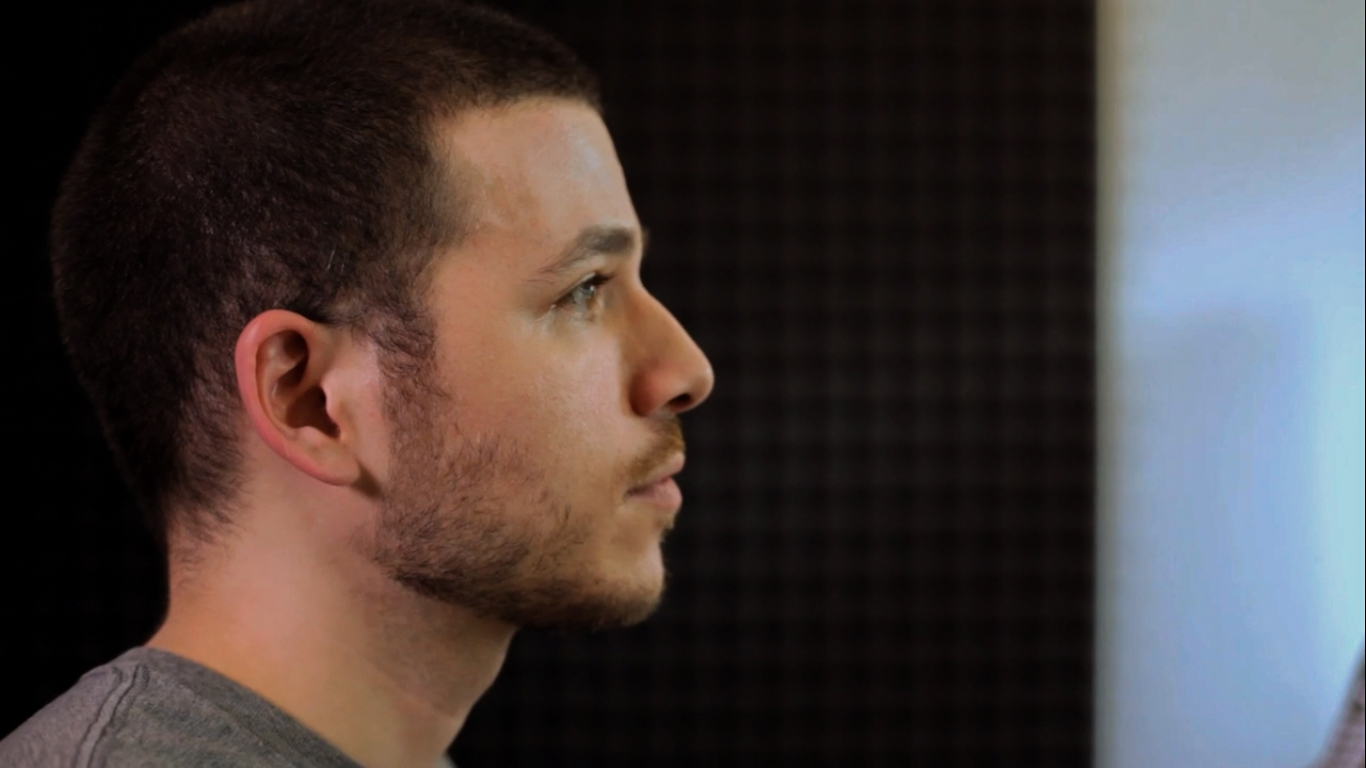
Zack Hemsey (* 1983)

- Hemshof-Friedel († 1979), deutsche Straßenmusikantin, Ludwigshafener Original
- Hemsi, Alberto (1898–1975), italienischer jüdisch-sephardischer Komponist, Musikethnologe und Synagogenmusiker
- Hemsing, Eldbjørg (* 1990), norwegische Violinistin
- Hemský, Aleš (* 1983), tschechischer Eishockeyspieler
- Hemsley, Sherman (1938–2012), US-amerikanischer Schauspieler
- Hemsley, Stephen (* 1952), US-amerikanischer Manager
- Hemsley, Thomas (1927–2013), britischer Opernsänger in der Stimmlage Bariton
- Hemsley, William (1737–1812), US-amerikanischer Politiker
- Hemsley, William Botting (1843–1924), englischer Botaniker
- Hemso, deutscher Rapper
- Hemsteg von Fintel, Renate, deutsche Gewerkschafterin und Kommunalpolitikerin
- Hemsterhuis, Frans (1721–1790), niederländischer Philosoph
- Hemsterhuis, Tiberius (1685–1766), niederländischer Philologe
- Hemsworth, Chris (* 1983), australischer SchauspielerChris Hemsworth (* 1983)

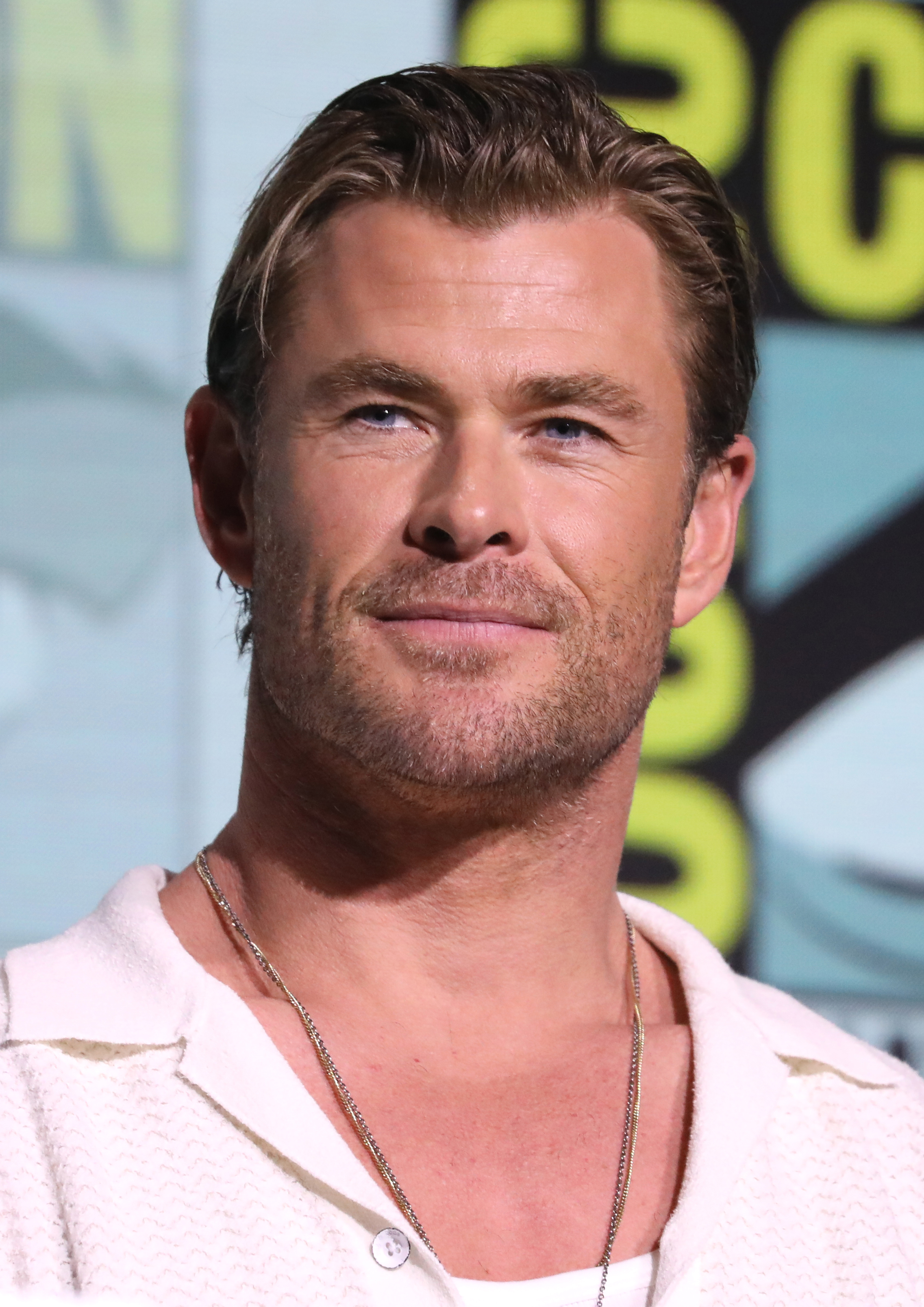
Chris Hemsworth (* 1983)

- Hemsworth, Liam (* 1990), australischer Schauspieler
- Hemsworth, Luke (* 1980), australischer Schauspieler

### Hemu
- Hemu († 1556), Feldherr, Berater und Regent für den Suriden-Herrscher Adil Shah Suri

### Hemy
- Hemy, Charles Napier (1841–1917), englischer Maler des Spätimpressionismus